# 레프 카메네프

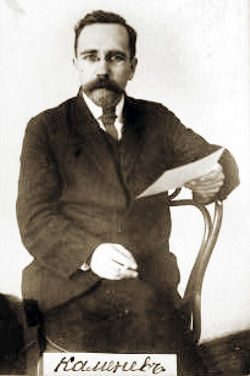
레프 카메네프

레프 보리소비치 카메네프(러시아어: Лев Бори́сович Ка́менев, 본성: 로젠펠트·Ро́зенфельд, 1883년 7월 6일(18)~1936년 8월 25일)는 러시아의 혁명가이자 소련의 저명한 당,정부 인물이었다. 소비에트 연방 정권 성립을 선언한 제2회 전(全) 러 소비에트 연방 대회 의장, 전 러 중앙집행위원회 의장, 소비에트 연방 공산당 정치국원, 조직국원 등을 역임하였다.
뛰어난 웅변과 선전 능력, 교섭과 의사 능력을 소유한 것으로 평가된 지식인이었으나, 1934년 세르게이 키로프 암살 사건 연루 혐의로 실각 후 이오시프 스탈린에 의해 그리고리 지노비예프, 레오니트 니콜라예프와 함께 숙청되었다.
사후인 1988년, 소비에트 연방 대법원에서 무죄 판결을 내리면서 명예 회복되었다.